# 29 tháng 4
Ngày 29 tháng 4 là ngày thứ 119 trong mỗi năm thường (ngày thứ 120 trong mỗi năm nhuận). Còn 246 ngày nữa trong năm.

## Sự kiện
- 1091 – Quân Đông La Mã đánh bại người Pecheneg trong trận Levounion tại lãnh thổ nay thuộc Thổ Nhĩ Kỳ.
- 1418 – Lê Lai hy sinh vì "liều mình cứu chúa"
- 1429 – Chiến tranh Trăm năm: Jeanne d'Arc giải vây Orleans khỏi quân Anh.
- 1661 – Nhà Minh ở Trung Quốc chiếm đảo Đài Loan.
- 1672 – Vua Louis XIV của Pháp xâm chiếm Hà Lan.
- 1770 – Nhà thám hiểm James Cook đến và đặt tên Vịnh Botany (Úc).
- 1773 – Quyết định xây dựng xưởng muối hoàng gia Arc–et–Senans tại tỉnh Doubs, Pháp được thông qua.
- 1903 – Một vụ lở đất 30.000.000 mét khối làm chết 70 người ở Frank (Alberta, Canada).
- 1918 – Trong Chiến tranh thế giới thứ nhất, quân Đức giành được thắng lợi chiến thuật trước quân Anh–Úc–Pháp–Bồ Đào Nha–Bỉ trong trận sông Lys.
- 1945
  - Chiến tranh thế giới thứ hai: Quân đội Đức ở Ý đầu hàng quân Đồng Minh vô điều kiện.
  - Adolf Hitler cưới Eva Braun dưới hầm ở Berlin và bổ nhiệm Đô đốc Karl Dönitz kế tục.
  - Holocaust: Quân Mỹ giải phóng trại tập trung Dachau.
- 1946 – Hideki Tojo, nguyên thủ tướng Nhật Bản, và 28 thủ lĩnh Nhật khác bị truy tố về tội ác chiến tranh.
- 1955 – Thành lập Khu tự trị Thái Mèo vùng tây bắc Bắc Bộ
- 1967 – Muhammad Ali bị tước bỏ danh hiệu vô địch quyền Anh thế giới vì từ chối nhập ngũ.
- 1969 – Nhạc công jazz Duke Ellington được tặng Huân chương Tự do của Tổng thống Mỹ.
- 1970 – Chiến tranh Việt Nam: Quân Mỹ và Việt Nam Cộng hoà xâm chiếm Campuchia để tìm kiếm "Việt Cộng".
- 1975 – Chiến tranh Việt Nam: Cuộc hành quân Frequent Wind: Những người Mỹ cuối cùng bắt đầu rút khỏi Sài Gòn trước khi quân đội Việt Nam Dân chủ Cộng hòa tiến vào Sài Gòn.
- 1975 – Quân đội Nhân dân Việt Nam đánh chiếm đảo Trường Sa từ Quân lực Việt Nam Cộng hòa, hoàn thành tiếp quản các đảo thuộc quần đảo Trường Sa do Việt Nam Cộng hòa chiếm giữ.
- 1988 – Công khai: Lãnh tụ Xô viết Mikhail Sergeyevich Gorbachov cam kết tăng cường tự do tín ngưỡng.
- 1991 – Một xoáy thuận nhiệt đới đổ bộ vào Bangladesh, khiến hơn 138 nghìn người thiệt mạng, và khoảng 10 triệu người mất nhà cửa chủ yếu do ngập lụt.
- 2002 – Hoa Kỳ được bầu lại vào Ủy ban Nhân quyền Liên hiệp quốc một năm sau khi bị thất cử.
- 2004 – George W. Bush và Dick Cheney điều trần trước Ủy ban 11 tháng 9, phiên họp kín và không ghi âm.
- 2011 – Vương tôn William xứ Wales tổ chức đám cưới với Kate Middleton tại Tu viện Westminster, London, Anh
- 2015 – Tổ chức Y tế Thế giới tuyên bố rằng bệnh rubella (sởi Đức) bị tiệt trừ khỏi châu Mỹ.

## Sinh
- 1667 – John Arbuthnot, bác sĩ đa khoa, nhà văn châm biếm người người Scotland ở London. (m. 27/2/1735)
- 1780 – Charles Nodier, nhà văn Pháp (m. 27/1/1844)
- 1833 – Nguyễn Phúc Miên Ngụ, hoàng tử con vua Minh Mạng (m. 1847)
- 1854 – Henri Poincaré, Nhà Toán học và Vật lý Pháp (m. 1912)
- 1863 – William Randolph Hearst, nhà xuất bản Mỹ (m. 1951)
- 1879 – Sir Thomas Beecham, nhạc trưởng Anh (m. 8/3/1961)
- 1885 – Egon Erwin Kisch, nhà báo và nhà văn người Áo - Séc.(m. 31/3/1948)
- 1893 – Harold Urey, nhà hoá học, giải Nobel hoá học năm 1934 (m. 1981)
- 1894 – Paul Hörbiger, diễn viên điện ảnh và sân khấu người Áo. (m. 5/3/1981)
- 1895 – Malcolm Sargent, nhạc trưởng, nhạc công organ và nhà soạn nhạc người Anh được nhiều người coi là chỉ huy dàn nhạc hợp xướng hàng đầu của Anh. (m. 3/10/1967)
- 1899 – Duke Ellington, dương cầm thủ jazz Mỹ (m. 1974)
- 1901 – Hirohito, Thiên hoàng thứ 124 Nhật Bản (m. 1989)
- 1907 – Fred Zinnemann, đạo diễn và nhà sản xuất phim người Mỹ gốc Áo. (m. 14/3/1997)
- 1907 – Nakahara Chuuya, nhà thơ người Nhật Bản (m. 1937)
- 1909 – Tom Ewell, diễn viên, nhà sản xuất phim, sân khấu và truyền hình người Mỹ. (m. 12/9/1994)
- 1918 – George Allen, huấn luyện viên bóng bầu dục, được vinh danh ở Sảnh đường Danh dự Bóng đá chuyên nghiệp (Mỹ) (m. 31/12/1990)
- 1919 – Celeste Holm, nữ diễn viên người Mỹ (m. 2012)
- 1920 – Harold Shapero, nhạc sĩ người Mỹ (m. 2013)
- 1925 – Nguyễn Trọng Bảo, Chuẩn tướng Việt Nam Cộng hòa (m.1972)
- 1929
  - Walter Kempowski, nhà văn người Đức (m. 2007)
  - Peter Sculthorpe, nhạc sĩ Úc (m. 8/8/2014)
- 1930 – Jean Rochefort, diễn viên Pháp (m. 9/10/2017)
- 1931
  - Frank Auerbach, họa sĩ người Anh gốc Đức
  - Lonnie Donegan,  là một ca sĩ, nhạc sĩ và nhạc sĩ skiffle người Anh, được mệnh danh là "Vua của Skiffle". (m. 3/11/2002)
- 1933
  - Mark Eyskens, thủ tướng Bỉ
  - Rod McKuen, nhà thơ, ca sĩ, nhạc sĩ và nhà soạn nhạc người Mỹ (m. 29/1/2015)
- 1934 – Otis Rush, nghệ sĩ guitar và ca sĩ kiêm nhạc sĩ nhạc blues người Mỹ (m. 29/9/2018)
- 1936 – Zubin Mehta, nhạc trưởng người Ấn Độ chơi nhạc cổ điển phương Tây.
- 1937 – Jill Paton Walsh, tiểu thuyết gia và nhà văn thiếu nhi người Anh. (m. 18/10/2020)
- 1942 – Klaus Voormann, nhạc sĩ, nghệ sĩ thiết kế và nhà sản xuất âm nhạc người Đức.
- 1947
  - Olavo de Carvalho, nhà triết học, nhà bình luận chính trị và nhà văn người Brazil. (m. 24/1/2022)
  - Tommy James, nhạc sĩ, ca sĩ, nhạc sĩ và nhà sản xuất thu âm người Mỹ, được biết đến rộng rãi với tư cách là thủ lĩnh của ban nhạc rock Tommy James và Shondells những năm 1960
- 1951 – Dale Earnhardt,  tay đua xe cổ chuyên nghiệp người Mỹ và chủ đội đua, người đã đua từ năm 1975 đến năm 2001 trong giải NASCAR Winston Cup Series trước đây (m. 18/2/2001)
- 1952 – David Icke, nhà văn gây tranh cãi người Anh.
- 1954 – Jerry Seinfeld, diễn viên hài, diễn viên, nhà văn, nhà sản xuất và đạo diễn người Mỹ.
- 1955 – Kate Mulgrew, nữ diễn viên và tác giả người Mỹ (Star Trek: Voyager)
- 1957 – Daniel Day–Lewis, diễn viên Anh có quốc tịch Anh và Ireland.
- 1958
  - Michelle Pfeiffer, nữ diễn viên người Mỹ
  - Eve Plumb, nữ diễn viên, ca sĩ và họa sĩ người Mỹ. (The Brady Bunch)
- 1960 – Robert J. Sawyer, nhà văn khoa học viễn tưởng người Canada và Mỹ
- 1964 – Federico Castelluccio, diễn viên người Mỹ gốc Ý
- 1966 – Phil Tufnell, cựu vận động viên cricket quốc tế người Anh và là nhân vật truyền hình và đài phát thanh hiện tại.
- 1967 – Curtis Joseph, huấn luyện viên và cựu cầu thủ chuyên nghiệp khúc côn cầu trên băng người Canada chơi trong NHL.
- 1968 – Carnie Wilson, ca sĩ người Mỹ
- 1969 – Master P, rapper, nhà sản xuất thu âm, giám đốc điều hành thu âm, diễn viên, vận động viên, người môi giới thể thao và doanh nhân người Mỹ.
- 1970
  - Andre Agassi, vận động viên quần vợt chuyên nghiệp người Mỹ
  - Uma Thurman, nữ diễn viên người Mỹ gốc Thụy Điển
- 1984 – Phạm Văn Quyến, cầu thủ bóng đá người Việt Nam

## Mất
- 1418 – Lê Lai, một vị tướng trong Khởi nghĩa Lam Sơn
- 1707 – George Farquhar, nhà viết kịch người Ireland (s. 1678)
- 1937 – William Gillette, diễn viên kiêm đạo diễn, nhà viết kịch và đạo diễn sân khấu người Mỹ vào cuối thế kỷ 19 và đầu thế kỷ 20. (s. 24/71853)
- 1951 – Ludwig Wittgenstein, triết gia Anh gốc Áo (s. 1889)
- 1957 – Belle Baker, ca sĩ, diễn viên điện ảnh và truyền hình người Mỹ gốc Do Thái.(s. 25/12/1893)
- 1966 – William Eccles, nhà vật lý người Anh và là người tiên phong trong việc phát triển truyền thông vô tuyến. (s. 23/8/1875)
- 1980 – Alfred Hitchcock, đạo diễn điện ảnh (s. 1899)
- 1997 – Mike Royko, nhà viết xã luận người Mỹ ở Chicago (s. 1932)
- 2000 – Phạm Văn Đồng, Thủ tướng Việt Nam từ 1955 đến 1987 (s. 1906)
- 2003 – Franco Corelli, ca sĩ giọng tenor Ý (s. 1921)
- 2008 – Albert Hofmann, nhà hoá học người Thuỵ Sĩ (s. 1906)

## Những ngày lễ và kỷ niệm
- Công giáo – Lễ Thánh Catherine người Siena
- BBC: On This Day (tiếng Anh)